# Ethan Ampadu
Ethan Kwame Colm Raymond Ampadu (Exeter, 2000. szeptember 14. –) angol születésű walesi válogatott labdarúgó, a Leeds United játékosa.

## Pályafutása

### Klubcsapatban
Az Exeter City saját nevelésű játékosa és a legfiatalabb debütálója. 2016. augusztus 19-én 15 évesen, 10 hónapos és 26 naposan debütált a ligakupában a Brentford ellen. Cliff Bastin 87 éves rekordját döntötte meg azzal, hogy pályára lépett a klubban. Egy héttel később a bajnokságban is bemutatkozott a Crawley Town ellen.
2017. július 1-jén aláírt az élvonalbeli Chelsea csapatához. Szeptember 20-án a ligakupában a Nottingham Forestellen az 55. percben Cesc Fàbregast váltotta. Az egy hónappal később lejátszott Everton elleni ligakupa mérkőzésen az első olyan Chelsea-játékos lett, aki 2000 után született és kezdőként lépett pályára. December 12-én bemutatkozott a bajnokságban a Huddersfield Town ellen a 80. percben. 17 évesen és 89 naposan lépett pályára, így a Chelsea csapata történetének második legfiatalabb, a Premier League-ben szereplő játékosa lett.
2019. július 22-én bejelentették, hogy a 2019–2020-as szezont kölcsönben a német RB Leipzig csapatánál tölti. A következő években kölcsönben megfordult a Sheffield United, a Venezia és a Spezia csapataiban. 2023. július 19-én négyéves szerződést írt alá a Leeds United csapatával. Augusztus 6-án debütált a Cardiff City elleni 2–2-es döntetlennel végződő másodosztályú bajnoki találkozón. 2024. július 23-án nevezték ki a klub csapatkapitányává.

### A válogatottban
2015 augusztusában Dan Micciche meghívta az angol U16-os válogatottba az amerikai U15-ös válogatott elleni barátságos mérkőzésekre. Pár nappal később már a walesi U17-es válogatottban lépett pályára a görög U17-es válogatott elleni barátságos mérkőzésen. 2016 novemberében az U19-es válogatottban a 2017-es U19-es Európa-bajnokság selejtező mérkőzésein pályára lépett a görögök, angolok és a luxemburgok ellen.
2017-ben többször is a felnőtt válogatottal készülhetett, de mérkőzésre csak szeptembertől nevezték. November 10-én a francia labdarúgó-válogatott elleni felkészülési mérkőzésen debütált, a 64. percben váltotta Joe Ledleyt.

## Statisztika

### Klub
2019. július 21-én frissítve.
| Klub             | Szezon           | Bajnokság        | Bajnokság | Bajnokság | Kupa     | Kupa  | Ligakupa | Ligakupa | UEFA     | UEFA  | Egyéb    | Egyéb | Összesen | Összesen |
| Klub             | Szezon           | Osztály          | Mérkőzés  | Gólok     | Mérkőzés | Gólok | Mérkőzés | Gólok    | Mérkőzés | Gólok | Mérkőzés | Gólok | Mérkőzés | Gólok    |
| ---------------- | ---------------- | ---------------- | --------- | --------- | -------- | ----- | -------- | -------- | -------- | ----- | -------- | ----- | -------- | -------- |
| Exeter City      | 2016–17          | League Two       | 8         | 0         | 1        | 0     | 2        | 0        | —        | —     | 2        | 0     | 13       | 0        |
| Chelsea          | 2017–18          | Premier League   | 1         | 0         | 2        | 0     | 3        | 0        | 0        | 0     | 0        | 0     | 6        | 0        |
| Chelsea          | 2018–19          | Premier League   | 0         | 0         | 2        | 0     | 0        | 0        | 3        | 0     | 0        | 0     | 5        | 0        |
| Chelsea          | Összesen         | Összesen         | 1         | 0         | 5        | 0     | 3        | 0        | 3        | 0     | 0        | 0     | 12       | 0        |
| Karrier összesen | Karrier összesen | Karrier összesen | 9         | 0         | 6        | 0     | 5        | 0        | 3        | 0     | 0        | 0     | 23       | 0        |

### Válogatott
2021. június 21-én frissítve.
| Nemzet   | Évek     | Pályára lépések | Gólok |
| -------- | -------- | --------------- | ----- |
| Wales    |          |                 |       |
| 2017     | 2        | 0               |       |
| 2018     | 4        | 0               |       |
| 2019     | 7        | 0               |       |
| 2020     | 7        | 0               |       |
| 2021     | 5        | 0               |       |
| Összesen | Összesen | 25              | 0     |

## Család
Édesapja Kwame Ampadu, aki két meccs erejéig játszott az Arsenalban, valamint megfordult a West Bromwich Albion és a Swansea csapatoknál.

## Sikerei, díjai
- Chelsea
  - Angol kupa: 2017–18
  - Európa-liga: 2018–19

- Leeds United
  - EFL Championship: 2024–25